# 芦岭站 (韩国)
蘆嶺站（：／ Noryeong yeok */?）是位于韩国全罗北道井邑市笠岩面笠岩路的一个车站，属于湖南线。

## 历史
- 1970年1月16日 - 落成使用[1]。

## 相鄰車站
韓國鐵道公社
湖南線
川原－蘆嶺－白羊寺